# Heinrich Niemöller

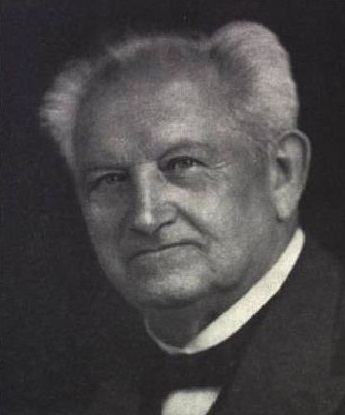
Heinrich Niemöller (um 1930)

Johann Heinrich Niemöller (* 8. November 1859 in Wersen, Westfalen; † 23. März 1941 in Wuppertal) war ein deutscher evangelisch-lutherischer Pfarrer und Autor.

## Leben
Heinrich Niemöller war der Sohn des Wersener Lehrers und Kantors Gerhard Heinrich Niemöller (1819–1873) und dessen Frau Christina Maria geb. Bäumer (1827–1908). Er besuchte die Landesschule Pforta bis zum Abitur, studierte ab 1880 evangelische Theologie in Leipzig und Halle und wurde 1884 Hilfsprediger an der Großen Marienkirche in Lippstadt. Nach seiner Ordination 1887 blieb er dort als Pfarrer. In seinen christozentrischen Predigten verzichtete er auf Kirchenpolitik und Polemik und sprach sowohl die einfachen Leute wie die Gebildeten an.
1889 heiratete er Paula Müller (1868–1956) aus Westerkappeln. Mit ihr hatte er sechs Kinder, darunter die namhaften Theologen Martin und Wilhelm Niemöller.
1898 nahm er, ohne offiziellen Auftrag, an der Palästinareise Kaiser Wilhelms II. teil und wurde danach mit der Abfassung und Redaktion eines offiziellen Gedenkbuchs beauftragt.
Im Jahr 1900 ging er als Pfarrer an die Trinitatiskirche der lutherischen Gemeinde Elberfeld, wo er 34 Jahre bis zu seinem 75. Lebensjahr amtierte.
Niemöller verfasste mehrere geistliche und kirchengeschichtliche Schriften und Zeitungsartikel, dazu zwei autobiografische Publikationen. Die Universität Bonn verlieh ihm 1925 den Ehrendoktortitel der Theologie.

## Schriften (Auswahl)
- Reformationsgeschichte von Lippstadt, der ersten evangelischen Stadt in Westfalen, Halle/Saale 1906.
- Die Rechtfertigung aus dem Glauben, Witten [1918].
- Ein Pastorenspiegel, Elberfeld 1927.
- Zeugen aus der Geschichte der lutherischen Gemeinde Elberfeld, Elberfeld 1932.
- Aus goldener Jugendzeit, Elberfeld 1936.
- Aus 56 Amtsjahren, Bielefeld 1948.
- Die Herrlichkeit Jesu Christi. Lippstädter Predigten aus dem Jahre 1894, Bielefeld 1948.